# 大石道場
座標: 北緯35度2分3.6秒 東経136度57分4.8秒 / 北緯35.034333度 東経136.951333度

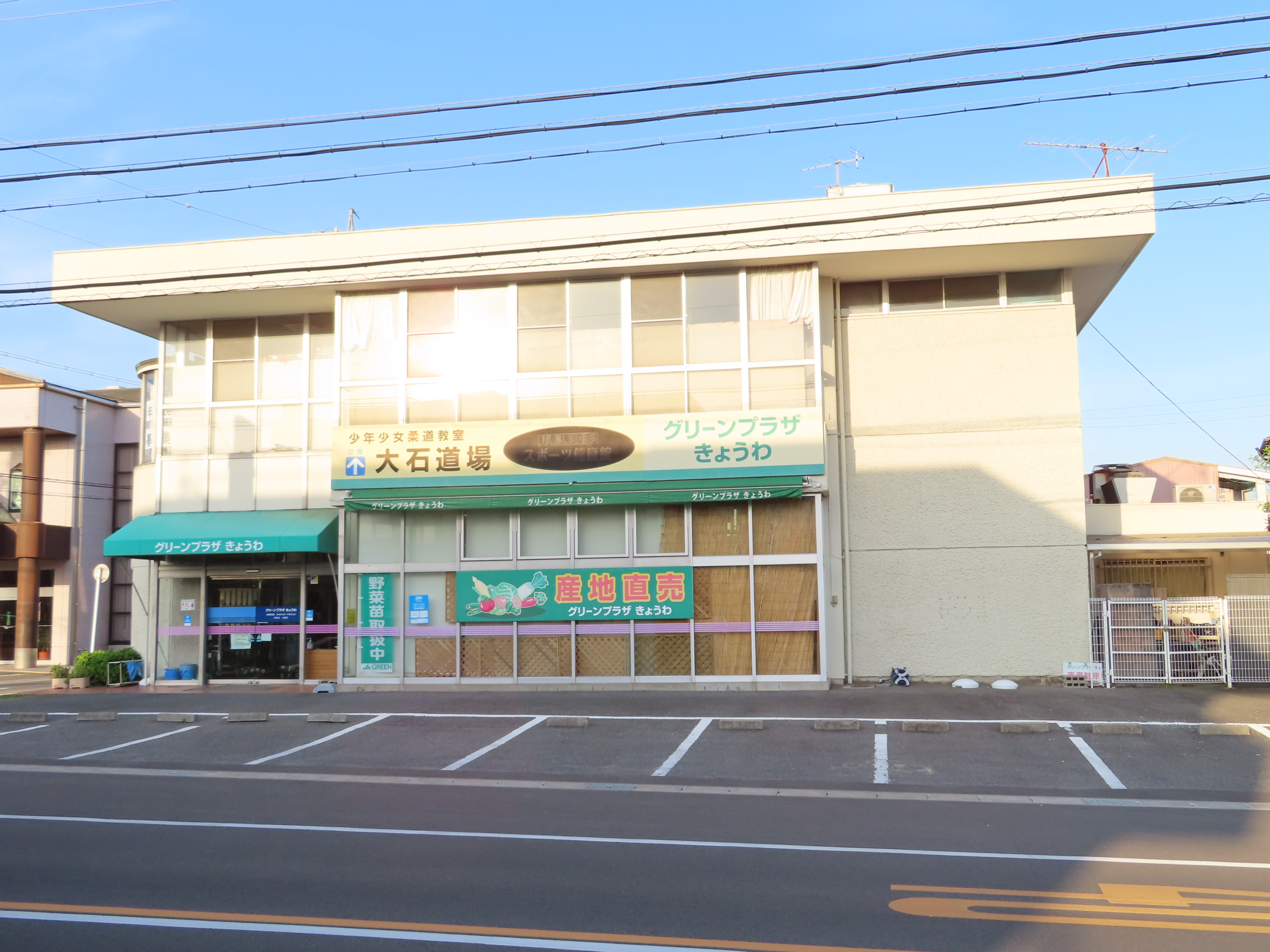
大石道場。2階に位置する。

大石道場（おおいしどうじょう）は、愛知県大府市にある柔道道場。
極真会館の大石道場とは関係がない。

## 概要
道場主の大石康が現役引退後、少年柔道の指導者になろうとの思いが募り、1975年（昭和50年）に開設した。
講道学舎ほどではないが、児童・学生柔道の全国大会でしばしば上位に名を連ねる東海地方の強豪道場である。地方密着型指導の道場であるため門下生は東海地区（特に愛知県）の者が多く、結束力も強い。また、リオデジャネイロオリンピックまで7大会連続で日本代表を輩出しており、全国的な知名度も増している。
主な門下生の中にはオリンピック金メダリストの吉田秀彦や谷本歩実、銅メダリストの近藤亜美などがいる。
アテネオリンピックでは五輪に出場した谷本へ吉田が大石道場の先輩として、「自分の柔道を貫いてほしい」とエールを送り、谷本も壮行会で「大石道場の五輪出場、オリンピック金メダルを吉田先輩から引き継ぐ」と宣言。結果谷本は見事金メダルを獲得。吉田も「約束を守ってもらえてよかった」と喜びのコメントを残した。
また道場主の大石は、2016年（平成28年）にオリンピックのメダリスト育成者として大府市スポーツ功労者表彰を受けている。

## 主な輩出選手
- 吉田秀彦
- 石田輝也
- 谷本歩実
- 谷本育実
- 中野裕子（現姓：藤井）
- 中井貴裕
- 六郷雄平
- 村田夏南子
- 近藤亜美
- 内尾真子
- 鍋倉那美
- 鈴木伊織
- 中江美裕
- 黒木七都美
- 武田亮子
- 和田梨乃子
- 河端悠